# Борг, Джо
Джо Борг (англ. Joe Borg; род. 19 марта 1952, Валлетта, Мальта) — мальтийский политик и дипломат. Был министром иностранных дел и руководил переговорами Мальты относительно вступления в ЕС.

## Биография
Джо Борг родился 19 марта 1952 года. Высшее образование получил в Уэльсе в 1988 году. В 1975 году на Мальте защитил звание доктора юридических наук и магистра права.
Начиная с 1979 года, Борг занимал различные академические должности в Мальтийском университете, в основном сосредотачиваясь на законах о Промышленное право и Европейское право. Он также занимал должности юридического советника компаний и корпоративных органов на Мальте и других странах.
В политике Борг начал свою карьеру советником министра иностранных дел по вопросам Европейского Союза, находился на должности с 1989 по 1995 год. С 1992 по 1995 год также был членом Совета директоров Мальтийского центрального банка. Был избран Парламентом в 1995 году членом Националистической партии. Позднее он занимал должность секретаря парламента в Министерстве иностранных дел с 1998 по 1999 год. В 1999 году был назначен Министром иностранных дел. Он занимал эту должность, пока не был назначен комиссаром по вопросам рыбного хозяйства и морских дел в 2004 году после вступления Мальты в ЕС. Джо Борг — первый мальтийский комиссар ЕС.